# Clamor (álbum)
Clamor es la primera producción musical de la banda gótica con base en Alemania Lacrimosa. Se trata de un casete que consiste de solo dos canciones, regrabadas para posteriormente ser incluidas en el álbum Angst. Fue producido por Tilo Wolff. En la edición mexicana del EP Lichtgestalten, se incluye la canción «Seele in Not» en versión demo, presumiblemente similar a la contenida en Clamor.
El arte del demo fue elaborado por el propio Tilo Wolff con puño y letra, así mismo creó el antecesor del futuro arlequín que lo caracteriza. Su edición se limitó a solo 100 copias, 10 de las cuales se quedaron en manos de Tilo Wolff por razones desconocidas.

## Lista de canciones
1. «Seele in Not» - 8:50
2. «Requiem» - 9:54